# Rothrist
Rothrist es una comuna suiza del cantón de Argovia, ubicada en el distrito de Zofingen. Limita al norte con la comuna de Olten (SO), al noreste con Aarburg, al este con Oftringen, al sureste con Strengelbach, al sur con Vordemwald, al suroeste con Murgenthal, y al oeste con Boningen (SO).